# Corpo local
Em matemática, um corpo local é um tipo especial de corpo que é corpo topológico localmente compacto em relação a uma topologia não discreta. Ou, um corpo K é chamado de corpo local (não arquimediano) se for completo com respeito a uma topologia induzida por uma valoração discreta v e se o seu corpo residual k for finito. Às vezes, os números reais R e os números complexos C (com suas topologias padrão) também são definidos como corpos locais; esta é a convenção que adotaremos a seguir. Dado um corpo local, a valoração definida nele pode ser de dois tipos, cada um correspondendo a um dos dois tipos básicos de corpos locais: aqueles em que a valoração é arquimediana e aqueles em que não é. No primeiro caso, o corpo local é chamado de corpo local arquimediano, no segundo caso, é chamado de corpo local não arquimediano. Corpos locais surgem naturalmente na teoria dos números como complexões de corpos globais.
Enquanto corpos locais arquimedianos são bastante conhecidos na matemática há pelo menos 250 anos, os primeiros exemplos de corpos locais não arquimedianos, os corpos dos números p-ádicos para um número primo positivo p, foram introduzidos por Kurt Hensel no final do século XIX.
Todo corpo local é isomorfo (como corpo topológico) a um dos seguintes:
- Corpos locais arquimedianos (característica zero): os números reais R e os números complexos C.
- Corpos locais não arquimedianos de característica zero: extensões finitas dos números p-ádicos Qp (onde p é qualquer número primo).
- Corpos locais não arquimedianos de característica p (para qualquer número primo p): o corpo das séries de Laurent formais Fq((T)) sobre um corpo finito Fq, onde q é uma potência de p.

Em particular, de importância na teoria dos números, classes de corpos locais aparecem como as compleções dos corpos numéricos algébricos com respeito à sua valoração discreta correspondente a um dos seus ideais máximos. Artigos de pesquisa em teoria moderna dos números frequentemente consideram uma noção mais geral, exigindo apenas que o corpo residual seja perfeito de característica positiva, não necessariamente finito. Este artigo usa a definição anterior.

## Valor absoluto induzido
Dado tal valor absoluto em um corpo K, a seguinte topologia pode ser definida em K: para um número real positivo m, define-se o subconjunto Bm de K por
{\displaystyle B_{m}:=\{a\in K:|a|\leq m\}.}
Então, os b+Bm formam uma base de vizinhança de b em K.
Inversamente, um corpo topológico com uma topologia localmente compacta não discreta tem um valor absoluto definindo sua topologia. Pode ser construído usando a medida de Haar do grupo aditivo do corpo.

## Características básicas dos corpos locais não arquimedianos
Para um corpo local não arquimediano F (com valor absoluto denotado por |·|), os seguintes objetos são importantes:
- seu anel de inteiros {\displaystyle {\mathcal {O}}=\{a\in F:|a|\leq 1\}} que é um anel de valoração discreta, é a bola unitária fechada de F e é compacto;
- as unidades em seu anel de inteiros {\displaystyle {\mathcal {O}}^{\times }=\{a\in F:|a|=1\}} que formam um grupo e são a esfera unitária de F;
- o único ideal primo não nulo {\displaystyle {\mathfrak {m}}} em seu anel de inteiros que é sua bola unitária aberta {\displaystyle \{a\in F:|a|<1\}};
- um gerador {\displaystyle \varpi } de {\displaystyle {\mathfrak {m}}} chamado de uniformizador de {\displaystyle F};
- seu corpo residual {\displaystyle k={\mathcal {O}}/{\mathfrak {m}}} que é finito (já que é compacto e discreto).

Todo elemento não nulo a de F pode ser escrito como a = ϖnu com u uma unidade e n um número inteiro único.
A valoração normalizada de F é a função sobrejetiva v : F → Z ∪ {∞} definida por enviar um a não nulo ao número inteiro único n tal que a = ϖnu com u uma unidade, e por enviar 0 a ∞. Se q é a cardinalidade do corpo residual, o valor absoluto em F induzido por sua estrutura como corpo local é dado por:
{\displaystyle |a|=q^{-v(a)}.}
Uma definição equivalente e muito importante de um corpo local não arquimediano é que ele é um corpo que é completo com respeito a uma valoração discreta e cujo corpo residual é finito.

### Exemplos
1. Os números p-ádicos: o anel de inteiros de Qp é o anel dos p-ádicos inteiros Zp. Seu ideal primo é pZp e seu corpo residual é Z/pZ. Todo elemento não nulo de Qp pode ser escrito como u pn onde u é uma unidade em Zp e n é um número inteiro, então v(u pn) = n para a valoração normalizada.
2. As séries de Laurent formais sobre um corpo finito: o anel de inteiros de Fq((T)) é o anel das séries de potências formais Fq[[T]]. Seu ideal máximo é (T) (ou seja, as séries de potências cujo termo constante é zero) e seu corpo residual é Fq. Sua valoração normalizada está relacionada ao grau (inferior) de uma série de Laurent formal como segue:
{\displaystyle v\left(\sum _{i=-m}^{\infty }a_{i}T^{i}\right)=-m} (onde a−m não é nulo).
3. As séries de Laurent formais sobre os números complexos não são um corpo local. Por exemplo, seu corpo residual é C[[T]]/(T) = C, que não é finito.

### Grupos de unidades superiores
O nº grupo de unidades superiores de um corpo local não arquimediano F é
{\displaystyle U^{(n)}=1+{\mathfrak {m}}^{n}=\left\{u\in {\mathcal {O}}^{\times }:u\equiv 1\,(\mathrm {mod} \,{\mathfrak {m}}^{n})\right\}}
para n ≥ 1. O grupo U(1) é chamado de grupo de unidades principais, e qualquer elemento dele é chamado de unidade principal. O grupo de unidades completo {\displaystyle {\mathcal {O}}^{\times }} é denotado U(0).
Os grupos de unidades superiores formam uma filtração decrescente do grupo de unidades
{\displaystyle {\mathcal {O}}^{\times }\supseteq U^{(1)}\supseteq U^{(2)}\supseteq \cdots }
cujos quocientes são dados por
{\displaystyle {\mathcal {O}}^{\times }/U^{(n)}\cong \left({\mathcal {O}}/{\mathfrak {m}}^{n}\right)^{\times }{\text{ e }}\,U^{(n)}/U^{(n+1)}\approx {\mathcal {O}}/{\mathfrak {m}}}
para n ≥ 1. (Aqui "{\displaystyle \approx }" significa um isomorfismo não canônico.)

### Estrutura do grupo de unidades
O grupo multiplicativo dos elementos não nulos de um corpo local não arquimediano F é isomorfo a
{\displaystyle F^{\times }\cong (\varpi )\times \mu _{q-1}\times U^{(1)}}
onde q é a ordem do corpo residual, e μq−1 é o grupo das raízes (q−1)st da unidade (em F). Sua estrutura como grupo abeliano depende de sua característica:
- Se F tem característica positiva p, então

{\displaystyle F^{\times }\cong \mathbf {Z} \oplus \mathbf {Z} /{(q-1)}\oplus \mathbf {Z} _{p}^{\mathbf {N} }}
onde N denota os números naturais;
- Se F tem característica zero (ou seja, é uma extensão finita de Qp de grau d), então

{\displaystyle F^{\times }\cong \mathbf {Z} \oplus \mathbf {Z} /(q-1)\oplus \mathbf {Z} /p^{a}\oplus \mathbf {Z} _{p}^{d}}
onde a ≥ 0 é definido de forma que o grupo das raízes de potência p da unidade em F seja {\displaystyle \mu _{p^{a}}}.

## Teoria dos corpos locais
Esta teoria inclui o estudo dos tipos de corpos locais, extensões de corpos locais usando o lema de Hensel, extensões de Galois de corpos locais, filtrações de grupos de ramificação dos grupos de Galois de corpos locais, o comportamento do mapa norma em corpos locais, a homomorfismo de reciprocidade local e o teorema de existência na teoria local dos corpos de classe, correspondência local de Langlands, teoria de Hodge-Tate (também chamada de teoria p-ádica de Hodge), fórmulas explícitas para o símbolo de Hilbert na teoria local dos corpos de classe, veja por exemplo.

## Corpos locais de dimensão superior
Um corpo local é às vezes chamado de corpo local unidimensional.
Um corpo local não arquimediano pode ser visto como o corpo das frações da completude do anel local de um esquema aritmético unidimensional de posto 1 em seu ponto não singular.
Para um número inteiro n não negativo, um corpo local de dimensão n é um corpo de valoração discreta completo cujo corpo residual é um corpo local de dimensão (n − 1). Dependendo da definição de corpo local, um corpo local de dimensão zero é então ou um corpo finito (com a definição usada neste artigo), ou um corpo perfeito de característica positiva.
Do ponto de vista geométrico, corpos locais de dimensão n com último corpo residual finito estão naturalmente associados a uma bandeira completa de sub esquemas de um esquema aritmético de dimensão n.

## Citações
1. ↑  Weil, André (1995), Basic number theory, Classics in Mathematics, Berlin, Heidelberg: Springer-Verlag, ISBN 3-450-58655-5
2. ↑  Cassels & Fröhlich 1967, p. 129, Ch. VI, Intro..
3. 1 2  Fesenko & Vostokov 2002, Def. 1.4.6.
4. ↑  Neukirch 1999, p. 122.
5. ↑  Neukirch 1999, Theorem II.5.7.
6. ↑  Fesenko & Vostokov 2002, Chapters 1-4, 7.